# Peter Hilse
Peter Hilse (Freiburg im Breisgau, 8 mei 1962) is een Duits voormalig wielrenner. In 1987 was hij nationaal kampioen wegwielrennen in West-Duitsland.

## Loopbaan
Hilse begon op dertienjarige leeftijd met wielrennen. In 1983 won hij als amateur Rund um Düren en werd hij derde  in de Rheinland-Pfalz-Rundfahrt. Vanaf 1985 werd hij beroepsrenner bij het Spaanse Teka waar ook zijn landgenoot Reimund Dietzen reed. In 1986 won hij enkele etappes in de Ruta del Sol en in 19877 werd Hilse nationaal kampioen. Hij nam enkele malen deel aan de Ronde van Spanje en won daarin een etappe.

## Belangrijkste overwinningen
1983
Rund um Düren
1986
3e en 5e etappe Ruta del Sol
Vuelta Camp de Morvedre
Barcelona-Andorra
Prueba Villafranca de Ordizia
1987
2e etappe Catalaanse Week
 Duits kampioen op de weg, Elite
Subida al Naranco
1988
1e en 2e etappe Grande Prémio Internacional de Torres Vedras
1989
Vuelta Camp de Morvedre
Subida al Naranco
16e etappe Ronde van Spanje
1990
Bergklassement Ronde van Valencia
Eindklassement Ronde van Cantabrië
3e etappe Ronde van Burgos
1991
4e etappe Ruta del Sol
9e etappe Ronde van Táchira
1992
Grote Prijs van Santander

### Resultaten in voornaamste wedstrijden
| Jaar | Ronde van Italië | Ronde van Frankrijk | Ronde van Spanje |
| ---- | ---------------- | ------------------- | ---------------- |
| 1986 |                  |                     |                  |
| 1987 |                  | 106e                |                  |
| 1988 |                  |                     | 46e              |
| 1989 |                  |                     | 39e (1)          |
| 1990 |                  |                     | 66e              |
| 1991 |                  |                     | 81e              |
| 1992 | opgave           |                     |                  |

| Jaar | Clásica San Sebastián | Subida al Naranco | Vuelta Camp de Morvedre |  | WK op de weg |
| ---- | --------------------- | ----------------- | ----------------------- |  | ------------ |
| 1986 |                       |                   | Goud                    |  | opgave       |
| 1987 |                       | Goud              |                         |  | 46e          |
| 1988 | 39e                   |                   | Zilver                  |  | opgave       |
| 1989 | 119e                  | Goud              | Goud                    |  | 16e          |
| 1990 |                       |                   |                         |  | 31e          |
| 1991 | 140e                  |                   |                         |  |              |
| 1992 | 85e                   |                   |                         |  | opgave       |

### Resultaten in kleinere rondes
| Jaar | Ruta del Sol | Ronde van Valencia | Parijs-Nice | Ronde van Catalonië | Catalaanse Week | Ronde van het Baskenland | Ronde van Asturië | Ronde van Cantabrië | Ronde van Burgos | Critérium du Dauphiné | GP Tell | Flèche du Sud |
| ---- | ------------ | ------------------ | ----------- | ------------------- | --------------- | ------------------------ | ----------------- | ------------------- | ---------------- | --------------------- | ------- | ------------- |
| 1982 |              |                    |             |                     |                 |                          |                   |                     |                  |                       | 14e     |               |
| 1983 |              |                    |             |                     |                 |                          |                   |                     |                  |                       | 9e      | Brons         |
| 1984 |              |                    |             |                     |                 |                          |                   |                     |                  |                       | Zilver  |               |
| 1985 |              |                    |             |                     |                 |                          |                   |                     |                  | 52e                   |         |               |
| 1986 | (2)          |                    |             | 72e                 | 20e             | 37e                      |                   |                     |                  |                       |         |               |
| 1987 | 5e           |                    | 56e         |                     | (1)             |                          |                   |                     |                  | 70e                   |         |               |
| 1988 |              | 28e                | 7e          |                     |                 |                          |                   |                     |                  |                       |         |               |
| 1989 | Brons        |                    | 30e         |                     | 4e              |                          |                   |                     |                  | 38e                   |         |               |
| 1990 | 23e          | 14e                | 33e         |                     | 25e             | 23e                      | 4e                | Goud                |                  |                       |         |               |
| 1991 | 23e (1)      | Brons              |             |                     | 10e             |                          |                   |                     | 65e              |                       |         |               |
| 1992 | 8e           |                    | 50e         |                     | 16e             | 19e                      |                   |                     | 72e              |                       |         |               |

(*) tussen haakjes aantal individuele etappeoverwinningen